# Mohammed Zaboul
 (avril 2020).
Si vous disposez d'ouvrages ou d'articles de référence ou si vous connaissez des sites web de qualité traitant du thème abordé ici, merci de compléter l'article en donnant les références utiles à sa vérifiabilité et en les liant à la section « Notes et références ».
 (avril 2020).
Mohammed Zaboul (arabe : محمد زعبول ), né le 19 février 1979 à  Maroc, est un footballeur marocain, il occupe actuellement[Quand ?] les fonctions de directeur sportif de la Murata.

## Biographie
Après avoir joué à Montecolombo, en 2003 Zaboul a rejoint Pennarossa, équipe du championnat de Saint-Marin, avec laquelle il a remporté l'édition 2003-2004 de la ligue nationale. La saison suivante, avec cette équipe, il a fait ses débuts dans des compétitions de l'UEFA lors du premier tour de qualification de la Coupe UEFA 2004-2005 contre Željezničar, marquant le seul but de son équipe, lors du match aller disputé à Saint-Marin.
En 2006, il rejoint le club de Murata avec lequel il remporte deux autres championnats et joue le match retour du premier tour de qualification de la ligue des champions 2007-2008 contre Tampere United.
À l'été 2010, Zaboul rejoint le club de Folgore/Falciano.

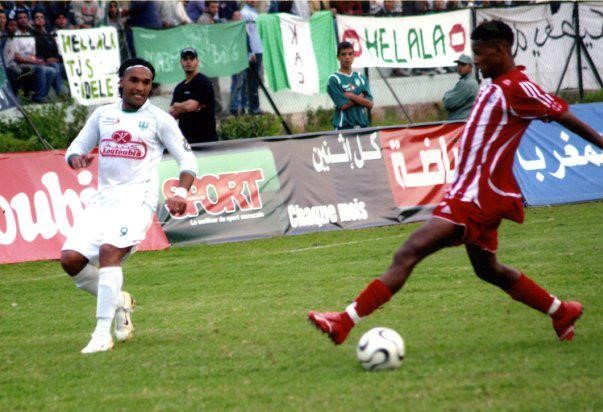
Zaboul vs WYDAD Casablanca.

## Sélection nationale
Mohammed Zaboul a fait ses débuts en équipe nationale senior dans les années 2000 lors d'un match amical contre la Malaisie.